# گرانات‌ورفر ۳۶
گرانات‌ورفر ۳۶ (به آلمانی: Granatwerfer 36 - نارنجک‌انداز ۳۶) گونه‌ای از خمپاره‌انداز سبک ساخت آلمان بود که سال ۱۹۳۶ طراحی و در جنگ جهانی دوم به‌کارگرفته شد.

## ویژگی‌ها
گرانات‌ورفر ۳۶ یک سلاح سرپر بدون خان بود. این سلاح در عرض دو دقیقه آماده شلیک می‌شد. خمپاره شلیک‌شده تا حداکثر ارتفاع ۲۰۰ متر می‌رسید و مسیر را در عرض ۱۳ ثانیه طی می‌پیمود. انفجار خمپاره ترکش‌ها را تا شعاع ۲۰ تا ۳۰ متری پرتاب می‌کرد.